# デデデデザインて何?!
デデデデザインて何?!（ででででざいんてなに）は、NHKのデザインを題材とした番組。

## 概要
建築、ポスター、パッケージなど、世の中のさまざまデザインの成り立ちなどを紐解いていく。デザイナーの発想と手段で実現したデザイナーによる、ノンデザイナーに向けた番組。デザイン家電、デザイン思考、キャリアデザインなど多くの場所でデザインという言葉に触れるが、その意味を説明できる人は少ない。感覚的な世界だと思い、苦手意識を持つ人もいる。そのような誤解を解き、デザインの面白さを知ってもらうことを目的としている。そして、デザイナーの論理的な思考から学ぶことを第2の目的としている。
番組進行には、ナレーションが無く、ミュージシャンの食品まつりとラッパーのisoroku（PELICANSWAMP）による全編ラップとJukeミュージックによる番組進行となっている。

### 受賞歴
- 2020年度グッドデザイン賞[2][3]

## 制作
(この節の出典)
番組スタッフの全員がデザイナーである。

### プロデューサー
NHK名古屋 編成部
- 小木浩嗣（映像デザイン）
- 最上淳（音響デザイン）

### ディレクター
NHK名古屋　編成部
- 谷脇もも（映像デザイン）

### デザイナー
- Rand 神谷直広
- CS.2 inc.
- 食品まつり
- isoroku

## 放送
5分間のミニ番組シリーズ。中部地方の7県で、毎週土曜日午前11時45分からNHK総合テレビジョンで放送が行われていた。ウェブサイトからも一部視聴可能。過去に全国放送をしたことがある。

### 各話リスト
| 話数 | タイトル                              | 初放送日 (JST) | 出典   |
| ---- | ------------------------------------- | -------------- | ------ |
| 1    | 金沢21世紀美術館の巻                  | 2019年09月14日 | [ 5 ]  |
| 2    | オリンピック スポーツピクトグラムの巻 | 2019年10月05日 | [ 6 ]  |
| 3    | 岐阜県各務原市の巻                    | 2019年10月19日 | [ 7 ]  |
| 4    | リニモの巻                            | 2019年11月16日 | [ 8 ]  |
| 5    | ういろうの巻                          | 2020年01月25日 | [ 9 ]  |
| SP   | つくってみyo!                         | 2020年05月30日 | [ 10 ] |
| 6    | さばえめがねの巻                      | 2020年10月17日 | [ 12 ] |